# آموریم
آموریم (انگلیسی: Corticeira Amorim) شرکت خوشه‌ای پرتغالی است، که در سال ۱۸۷۰ تأسیس شد.